# Go-Mizunó
Go-Mizunó (japonsky 後水尾天皇, Gomizunó -tennō, 29. června 1596 – 11. září 1680) byl 108. císařem Japonska v souladu s tradičním pořadím posloupnosti. Jeho vláda trvala od 9. května 1611 do 22. prosince 1629. Byl tedy prvním císařem, který vládl celý čas v období Edo.
Než se stal císařem, znělo jeho osobní jméno (imina) Kotohito (政仁) či Masahito. Po nástupu na Chryzantémový trůn přijal trůnní jméno Go-Mizunó. Stalo se tak na počest 56. císaře Seiwy z 9. století (清和天皇), který bývá podle místa své hrobky rovněž nazýván císař Mizunó (水尾帝, Mizunó-tei). Výraz go- (後) se doslovně překládá jako „pozdější“. Go-Mizunó, který byl třetím synem císaře Go-Józeie, tedy může být označován jako „pozdější císař Mizunó“. Jelikož se japonské go v některých starších pramenech rovněž překládalo ve významu „ten druhý“, mohl by tento císař být rovněž označován jako Mizunó druhý či Mizunó II. 

## Události za Go-Mizunóova života
Princ Kotohito se stal císařem po abdikaci svého otce císaře Go-Józeie, načež krátce nato nastoupil na Chryzantémový trůn. Jeho vláda spadá do období rozmachu Tokugawského šógunátu, kdy Japonsko z pozice šógunů ovládali Hidetada Tokugawa a Iemicu Tokugawa. 
Stejného dne, kdy Hidejori Tojotomi přibyl do Kjóta, aby navštívil bývalého šóguna Iejasua Tokugawu, tedy 20. května 1610, oznámil císař Go-Józei svůj záměr vzdát se trůnu. Po jeho abdikaci 9. května 1611 se novým císařem stal teprve 16letý princ Kotohito.
Dne 26. listopadu 1614 zasáhlo Japonsko silné zemětřesení. Téhož roku byl rovněž odlit velký zvon pro kjótský chrám Daibucu.  Počátkem listopadu pak začalo obléhání Ósaky, které trvalo až do 22. ledna následujícího roku a skončilo porážkou vojska Hidejoriho Tojotomiho armádou šóguna Hidetady Tokugawy a jeho otce Ijeasua. Hidejori Tojotomi však už na jaře 1615 nedodržel podmínky kapitulace, když shromáždil ještě větší vojsko, začal opravovat Ósacký hrad a zaútočil na šógunátní jednotky v okolí Ósaky. Takzvaná letní kampaň obléhání Ósaky, která začala v květnu, vyvrcholila v bitvě u Tennódži, která skončila vypálením Ósackého hradu a  rituální sebevraždou Hidejoriho Tojotomiho.  Tak skončilo poslední větší povstání proti nadvládě Tokugawů na následujících více než 250 let.
Roku 1623 jmenoval císař syna Hidetady Tokugawy Iemicu Tokugawu šógunem a posléze rovněž navštívil jeho sídlo hrad Nidžó. 

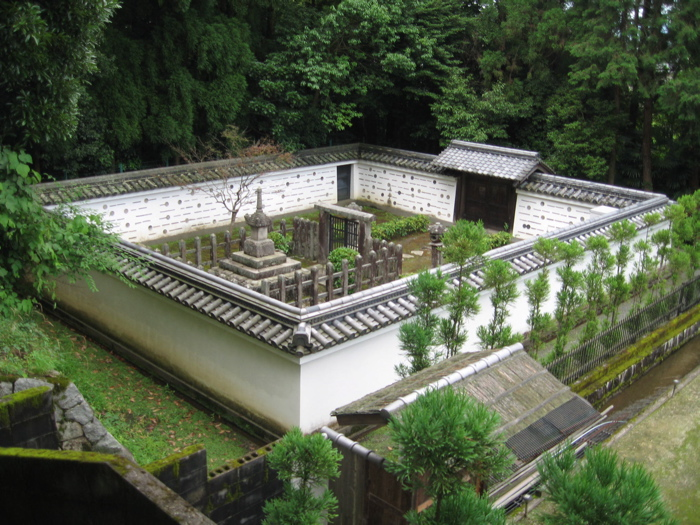
Mauzoleum císaře Go-Mizunóa v chrámu Sennjúdži v kjótské čtvrti Higašijama-ku

V roce 1627 došlo k takzvanému Incidentu s purpurovým rouchem (japonsky 紫衣事件, šie džiken) mezi císařem a šógunem, kdy byl císař obviněn, že navzdory šógunovu výnosu, který to na dva roky zakazoval, propůjčil více než deseti kněžím čestné purpurové roucho. Takové výnosy měly zřejmě sloužit k tomu, aby se přerušilo pouto mezi císařem a náboženskými kruhy. Šógunát okamžitě prohlásil císařův akt za neplatný a nařídil zabavení oděvů.  Kněží, které císař takto poctil, byli posláni do vyhnanství. Tato konfrontace mezi císařským dvorem a šógunátem byla natolik tvrdá, že se má za to, že přispěla k císařovu rozhodnutí abdikovat na trůn. Go-Mizunó abdikoval 22. prosince 1629, v den, kdy kněží zúčastnění v Incidentu s purpurovým rouchem odešli do exilu. Chryzantémového trůnu se vzdal ve prospěch své dcery Okiko (興子内親王), která se stala císařovnou Meišó. Po zbytek svého dlouhého života se Go-Mizunó soustředil na různé estetické projekty, z nichž asi nejznámější jsou úžasné zahrady císařské vily Šugakuin v Kjótu.

Císař Go-Mizunó zemřel 11. září 1680. Jeho památka je uctívána v chrámu Sennjúdži v kjótské čtvrti Higašijama-ku, v níž se nachází císařské mauzoleum (misasagi) nazývané Cuki no wa no misasagi (月輪陵). Spolu s ním je zde pohřbeno 10 jeho následovníků. Jsou to: císařovny Meišó a Go-Sakuramači a císaři Go-Kómjó, Go-Sai, Reigen, Higašijama, Nakamikado, Sakuramači, Momozono a Go-Momozono.

## Genealogie
Před nástupem na chryzantémový trůn bylo jeho osobní jméno (jeho imina) Kotohito (政仁)  nebo Masahito. Byl třetím synem císaře Go-Józei a jeho manželky Konoe Sakiko. Princ Kotohito měl 11 vlastních sourozenců (7 sester a 4 bratry).
Bydlel spolu s konkubínami v Dairi paláce Heian. Se svou císařovnou a 6 konkubínami měl 33 dětí.
Chotě a potomstvo:
- Císařovna (Čúgú): Tokugawa Masako (徳川和子, 23. listopadu 1607 – 2. srpna 1678), později známá jako Tófuku-mon'in (東福門院),[2] dcera Tokugawy Hidetaty a paní Oejo[2]
  - Druhá dcera: císařská princezna Okiko (興子内親王, 9. ledna 1624 – 4. prosince 1696), později císařovna Meišó
  - Třetí dcera: princezna Onna-ni (女二宮, 14. října 1625 – 2. července 1651), legální manželka Konoe Hisacuga
  - Druhý syn: princ Sukehito (高仁親王, 31. prosince 1626 – 11. července 1628)
  - Třetí syn: princ Waka (若宮, b.1628)
  - Čtvrtá dcera: císařská princezna Akiko (女三宮昭子内親王, 13. října 1629 — 18. června 1675)
  - Šestá dcera: císařská princezna Jošiko (女五宮賀子内親王, 21. července 1632 – 2. srpna 1696) se provdala za Nidžó Micuhira
  - Sedmá dcera: princezna Kiku (菊宮, 1633–1634)
- Dvorní dáma (Naiši-no-Suke): Jocucudži Jocuko (四辻与津子, † 9. ledna 1639), později známá jako Meikjó'in (明鏡院), byla dcerou Jocucudži Kintoa (四辻公遠)
  - První syn: princ Kamo (賀茂宮, 21. listopadu 1618 – 4. listopadu 1622)
  - První dcera: princezna Bunči (文智女王, 30. července 1619 – 4. února 1697 ), manželka Takacukasy Norihira
- Dvorní dáma (Naiši-no-Suke): Sono (Fudžiwara) Micuko (園光子) 1602– 6. března 1656, později známá jako Mibu'in (壬生院), sadaidžin, byla dcerou Sona Mototada (園基任)
  - Čtvrtý syn: císařský princ Cuguhito (紹仁親王, 20. dubna 1633 – 30. října 1654), později císař Go-Kómjó
  - Šestý syn: císařský princ kněz Sjučó (守澄法親王, 3. září 1634 – 12. června 1680), opat Kan'ei-dži v Uenu
  - Desátá dcera: princezna Genšo (元昌女王, 1637–1662)
  - Jedenáctá dcera: princezna Sóčó (宗澄女王, 12. března 1639 – 27. března 1678)
  - Třináctá dcera: princezna Kacura (桂宮, 1641–1644)
- Dvorní dáma (Naiši-no-Suke): Kušige (Fudžiwara) Takako (1604– 23. června 1685; 櫛笥隆子) později Hóšunmon-in (逢春門院), dcera Kušige Takačika( 櫛笥隆致)
  - Pátá dcera: princezna Rišo (理昌女王, 1631–1656)
  - Pátý syn: Nejmenovaný princ (* 1633)
  - Osmá dcera: císařská princezna Ake-no-mija Teruko (光子内親王, 25. července 1634 – 18. listopadu 1727)
  - Osmý syn: císařský princ Nagahito (秀宮良仁親王, 1. ledna 1638 – 22. března 1685), později císař Go-Sai
  - Devátý syn: císařský princ kněz Šosin (性真法親王; 1639 – 1696)
  - Dvanáctá dcera: princezna Masa (摩佐; 1640–1641)
  - Čtrnáctá dcera: princezna Riču (理忠女王; 1641 – 1689)
  - Jedenáctý syn: císařský princ Hačidžó-no-mija Jasuhito (八条宮穏仁親王, 15. června 1643 – 9. listopadu 1665)
  - Třináctý syn: císařský princ kněz Dókan (道寛法親王; 1647–1676)
- Dvorní dáma (Naiši-no-Suke): Sono (Fudžiwara) Kuniko (1624 – 3. srpna 1677; 園国子) později Šin-Kogimon-in (新広義門院), dcera Sona Motonariho (園基音)
  - Desátý syn: princ kněz Gjodžo (堯恕法親王; 29. listopadu 1640 – 28. května 1695)
  - Patnáctá dcera: císařská princezna Cuneko (常子内親王; 8. dubna 1642 – 17. září 1702)
  - Čtrnáctý syn: císařský princ kněz Šinmu (眞敬法親王; 1649–1706)
  - Šestnáctý syn: císařský princ kněz Sonšoho (尊証法親王; 31. března 1651 – 1. prosince 1694)
  - Devatenáctý syn: císařský princ Satohito (高貴宮識仁親王, 9. července 1654 – 24. září 1732), později císař Reigen
  - Sedmnáctá dcera: princezna Eikjo (永享女王; 1657–1686).
- Dvorní dáma (Naiši-no-Suke): Jocucudži Cuguko (四辻継子; d.13. srpna 1657), dcera Jocucudži Suecugua (四辻季継)
  - Dvanáctý syn: císařský princ kněz Sonko (尊光法親王; 1645 – 1680)
  - Osmnáctý syn: císařský princ kněz Seiin (盛胤法親王; 1651 – 1680)
  - Šestnáctá dcera: princezna Bunsacu (文察女王; 1654 – 1683)
- Dvorní dáma (Mijahito): Minase Udžiko (水無瀬氏子; 1607– 16. června 1672), dcera Minase Udžinoriho (水無瀬氏成)
  - Devátá dcera: princezna Šin (新宮; 1635–1637)
  - Sedmý syn: císařský princ kněz Šodžo (性承法親王; 1637 – 1678)